# Мора
Вижте пояснителната страница за други значения на Мора.
Мора (също морава, мрава, марава) е митично същество в българския фолклор.Определена като богиня на смъртта в славянската митология. То представлява зловреден дух, явяващ се нощем във формата на човек или животно, за да измъчва хората като ляга върху тях и ги задушава с тежестта си.